# Epomeo
Az Epomeo (787 m) egy hegy Olaszországban, Ischia szigeten. Kb. 30 000 évvel ezelőtt emelkedett ki a Campi Flegrei vulkanizmusának köszönhetően. Nem vulkán, hanem kiemelkedett óceánfenék. A hegyet Ischia szigetének települései veszik körbe: Casamicciola Terme, Ischia, Lacco Ameno, Forio, Serrara Fontana és Barano d'Ischia. Az Epomeo csúcsáról látható Capri szigete, a Nápolyi-öböl Nápoly városával, a Sorrentói-félsziget, a Pozzuoli-öböl vidéke és a Vezúv. 